# Xenocarcinus
Xenocarcinus is een geslacht van kreeftachtigen uit de klasse van de Malacostraca (hogere kreeftachtigen).

## Soorten
- Xenocarcinus conicus (A. Milne-Edwards, 1865)
- Xenocarcinus depressus Miers, 1874
- Xenocarcinus esakii Miyake, 1939
- Xenocarcinus longicornis Dai & Chen, 1993
- Xenocarcinus monoceros Sakai, 1937
- Xenocarcinus truncatifrons Balss, 1938
- Xenocarcinus tuberculatus White, 1847